# بازیگران سیار
بازیگران سیار (یونانی: Ο Θίασος) فیلمی در ژانر درام به کارگردانی تئو آنگلوپولوس است که در سال ۱۹۷۵ منتشر شد.